# 순천 송광사 응진당 석가모니후불탱 십육나한탱
순천 송광사 응진당 석가모니후불탱 십육나한탱(順天 松廣寺 應眞堂 釋迦牟尼後佛幀 十六羅漢幀)은 전라남도 순천시, 송광사 응진당에 있는 조선시대의 불화로, 정면 가운데 있는 후불탱화인 응진영산탱과 그 양옆에 각 4점씩 대칭으로 배치되어 있는 16나한도와 제석·범천탱화이다. 2003년 2월 3일 대한민국의 보물 제1367호로 지정되었다.
석가후불도는 '提華羅'와 '彌勒菩薩'이 협시하고 가섭·아난존자 만을 등장시킨 석가오존불 형식의 아주 간단한 구성을 보여주고 있다. 2중의 둥근 광배에 통견식 법의를 착용하고 있는 본존불은 수미단 위에 항 마촉지인을 짓고 있다. 의겸 전성기의 작품으로 구성은 간단하나 정교하고 세련된 필치에 의한 얼굴과 손·발 등의 섬세한 표현, 조화로운 색채, 그리고 밝고 화려한 꽃무늬 구사로 말미암아 의겸의 탁월한 묘사력이 돋보인다.
16나한도는 응진당에 봉안되었던 것으로 현재 성보박물관에 수장되어 있는데 좌·우 3폭씩 모두 6폭으로 1·3·5, 7·9, 11·13·15존자도를 좌측(向 右)에, 2·4·6, 8·10, 12·14·16존자 그림을 우측(向左)에 배치하여 서로 마주하게끔 그렸다.
각 폭마다 화기가 남아 있으나 조성연대 및 그림의 명칭에 대해서는 홀수ㆍ짝수존자의 첫째 폭에만 '雍正三年(乙巳)五月日順天(曺溪山)松廣寺羅漢幀繪畢敬安’이라 명기되어 있을 뿐이다. 모두 황토색 바탕에 명암 처리가 두드러진 암벽과 수목을 배경으로 각 존자를 배치하였는데, 부드러운 중간 색조를 많이 사용하여 전반적으로 차분한 느낌이다.
제석(帝釋)·범천(梵天)도는 16나한도 좌·우 끝부분에 배치되는 그림으로 제석천도는 홀수 존자, 범천도는 짝수 존자도의 마지막 폭이다. 응진당 16나한도 및 제석·범천도 역시 석가후불도보다 1년 늦게 조성되었지만, 성격상 석가후불도와 한 조를 이루는 작품이다. 특히 의겸이 주도적으로 조성한 여수 흥국사 응진당 16나한도에 비해 보아 도식적이며 제석·범천도를 분리하고 존자들의 배치만 약간 달리하고 있을 뿐, 인물의 형태 및 자세라든가 얼굴 표정 등이 거의 같고, 또한 각 존자 명칭과 함께 施主者 이름을 밝혀놓아 동일본 사용의 예 파악과 조성의도를 짐작하는데 자료로서 의의가 크다.

## 같이 보기
- 송광사
- 순천송광사응진당 - 전라남도 유형문화재 제254호

## 참고 자료
- 송광사응진당석가모니후불탱.십육나한탱 - 국가유산청 국가유산포털